# Gymnesen

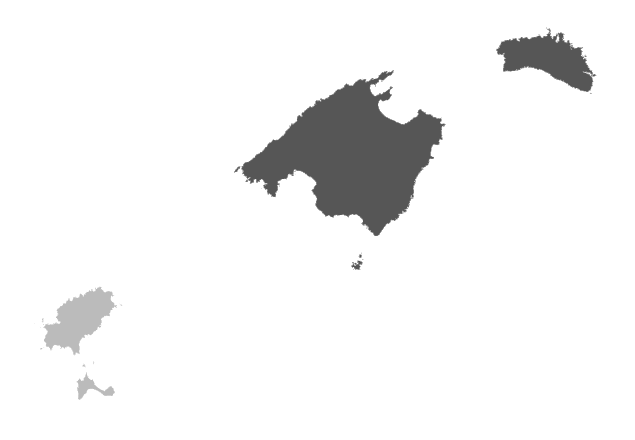
Gymnesen

Gymnesen (Spaans: Gimnesias, Catalaans: Gimnèsies) is de eilandengroep bestaande uit Mallorca en Menorca.
Deze vormen samen met de eilanden Ibiza, Dragonera, Cabrera en Formentera de Balearen.
Mallor betekent vrij vertaald groot en Menor klein, Mallorca is dan ook het grootste van de twee en Menorca het kleinste.